# کیدن کونینگهام
کیدن کونینگهام (انگلیسی: Caden Cunningham؛ زادهٔ ۷ مهٔ ۲۰۰۳) تکواندوکار اهل بریتانیا است.
وی در مسابقات کشوری و بین‌المللی در مجموع برندهٔ ۲ مدال طلا، ۳ مدال نقره، ۱ مدال برنز شده است.